# Batalla de Jalula
La batalla de Jalula fou un combat entre l'exèrcit àrab musulmà del califat Raixidun i l'exèrcit de l'Imperi Sassànida en el primer període d'expansió dels musulmans; 

## Antecedents
L'emperador romà d'Orient, Heracli, i el xahanxà de Pèrsia, Yazdegerd III, estaven aliats, puix que Manyanh, neta de l'emperador romà, estava casada amb el rei persa.
En 637, els àrabs van envair l'Iraq en dues columnes, la primera comandada per Sad ibn Abi-Waqqàs atacava el centre de l'Imperi Sassànida, i uns segona comandada per Utba ibn Ghazwan, que derrotà els perses a les batalles de Bàssora i Madhar. Després de la batalla d'al-Qadisiyya les restes de l'exèrcit sassànida es va concentrar a Babil sota el comandament de Fayruzan, que comptava amb els suport de Nakhirjan, Hurmuzan i Mihran ar Razi., però després de la derrota de Fayruzan contra l'avantguarda musulmana comandada per Zuhra ibn Hawiyya, però perseguits per l'exèrcit de Sad ibn Abi-Waqqàs, només Mihran ar Razi i Nakhirjan van arribar a Ctesifont, la capital dels emperadors sassànides, que fou assetjada, i al mes de l'inici del setge, l'emperador, deixant al càrrec de la defensa de la ciutat a Rostam Farrokhzad, va fugir a Hulwan amb la seva cort, i de manera que els àrabs van aconseguir travessar el riu i prendre Ctesifont, que canvià el nom a Mada'in.

## Desenvolupament tàctic
Khurrazad, germà del rei, i el general Mihran ar Razi, amb l'exèrcit es van aturar a Jalula, a mig camí d'Hulwan, on van fer front als musulmans per garantir la fugida de Yazdegerd III, mentre l'equipatge i els civils s'atrinxeraven a Khaniqin.

## Conseqüències
Després de la batalla, Hàixim ibn Utba va romandre a jalula, mentre una columna dirigida per Al-Qaqà ibn Amr atacava Khaniqin, on es van dirigir els supervivents de la batalla, i on va morir Mihran ar Razi. Quan va saber de la nova derrota del seu exèrcit, Yazdegerd III va abandonar Hulwan en direcció a Rayy. La batalla va marcar el final del primer període de la conquesta àrab-musulmana a l'Iraq i Pèrsia durant el regnat del califa Omar. Els anys següents es van dedicar a la conquesta del nord de l'Iraq. Isdigerdes III va intentar la reconquesta en 641 però fou derrotat definitivament en la batalla de Nihawand. al desembre del 641 quan els perses van quedar rodejats i agafats de revés en una vall estreta i van perdre dos terços dels seus homes. An-Numan ibn Muqàrrin va morir en acció, i segons les instruccions d'Úmar, Hudhayfa ibn al-Yàman va esdevenir el nou comandant en cap.